# 细叶卷耳
细叶卷耳（学名：Cerastium subpilosum）是石竹科卷耳属的植物。分布于台湾等地，生长于海拔3,000米至3,900米的地区，多生长在山坡上，目前尚未由人工引种栽培。

## 别名
少毛卷耳（拉汉种子植物名称）